# Rain (chanson de Taeyeon)
Pour les articles homonymes, voir Rain.
Singles de Taeyeon
I
(2015) Starlight
(2016)
Rain est une chanson de la chanteuse sud-coréenne Taeyeon, membre du groupe Girls' Generation. Elle a été publiée sous forme numérique par SM Entertainment le 3 février 2016.

## Contexte
En janvier 2016, SM Entertainment annonce qu'elle va lancer sa propre plateforme de musique numérique nommée SM Station, sur laquelle chaque artiste de l'agence sortira une nouvelle chanson tous les vendredis. Rain et sa piste secondaire Secret ont servi d'ouverture au projet et sont sorties la 3 février 2016. Rain est décrit comme étant une chanson à tempo-médium avec un son jazz et R&B. Les paroles utilisent la pluie (rain) comme métaphore pour décrire les souvenirs d'un amour passé,.

## Clip
Le clip de Rain a été filmé à l'intérieur, avec pour concept une "chambre de mémoire" de Taeyeon, ressentant le manque de son ancien amoureux. Différentes scènes sont alternées: des scènes en noir et blanc montrant Taeyeon chantant seule derrière un micro, et une scène en couleur où on la voit sur son canapé, dans sa chambre inondée de pluie,. Rain a été le clip le plus vu par une artiste sud-coréenne au mois de février 2016.

## Réception
Rain a dès sa sortie été classé au top du classement coréen Gaon Digital Chart. La chanson a gagné la première place de l'Inkigayo de SBS le 14 février 2016. Rain a reçu un Digital Bonsang aux 31e Golden Disk Awards.

## Pistes
D'après Naver.
| No | Titre         | Paroles                            | Musique                                                                         | Durée |
| -- | ------------- | ---------------------------------- | ------------------------------------------------------------------------------- | ----- |
| 1. | Rain          | Bong Eun-yeong, Mafly, Lee Yoo-jin | Matthew Tishler, Aaron Benward, Felicia Barton, Olivia Holt                     | 3:42  |
| 2. | Secret (비밀) | Mafly                              | Devine Kei, Ryan Kim, Aurora Pfeiffer, Tyler Shamy, Thaddeus Dixon, Kiana Brown | 3:37  |

## Classements
| Chart                              | Meilleure position |
| ---------------------------------- | ------------------ |
| Corée du Sud (Gaon)                | 1                  |
| US World Digital Songs (Billboard) | 3                  |

| Chart (2016)        | Position |
| ------------------- | -------- |
| Corée du Sud (Gaon) | 24       |

## Historique de publication
| Région       | Date           | Format         |
| ------------ | -------------- | -------------- |
| Mondial      | 3 février 2016 | Téléchargement |
| Corée du Sud | 4 février 2016 | Radio          |

## Récompenses et nominations
| Année | Cérémonie               | Catégorie                                  | Résultat   |
| ----- | ----------------------- | ------------------------------------------ | ---------- |
| 2016  | Inkigayo                | Première place                             | Lauréat    |
| 2016  | Mnet Asian Music Awards | Meilleure performance vocale solo féminine | Nomination |
| 2017  | Gaon Chart Music Awards | Chanson de l'année (Février)               | Nomination |